# Thelepus vaughani
Thelepus vaughani är en ringmaskart som beskrevs av Gravier 1906. Thelepus vaughani ingår i släktet Thelepus och familjen Terebellidae. Inga underarter finns listade i Catalogue of Life.